# Cacuriá
O cacuriá é uma dança típica do estado do Maranhão, no Brasil, surgida como parte das festividades do Divino Espírito Santo, uma das tradições juninas. Trata-se de uma manifestação cultural sincrética, combinando elementos da religiosidade católica e afro-brasileira presentes na Festa do Divino maranhense. Reconhecida como Patrimônio Cultural Imaterial do Maranhão em 2018.

## Origem e Desenvolvimento

### Primeiros Anos
O cacuriá surgiu profundamente ligado à Festa do Divino Espírito Santo, uma celebração colonial que ocorre no Maranhão durante o período de Pentecostes. Essa festa, caracterizada pela mistura de elementos católicos com influências africanas e indígenas, inclui procissões, ladainhas, distribuição de esmolas e danças populares.
Nos anos 70, buscando revitalizar as manifestações juninas, autoridades culturais locais, especialmente Dona Zelinda Lima, convidaram o folclorista Alauriano Campos de Almeida, conhecido como Seu Lauro, para criar uma nova dança. Seu Lauro aceitou o desafio, e com sua esposa Florinda Almeida (Dona Filoca), desenvolveu o cacuriá, inspirado numa dança espontânea praticada pelas caixeiras do Divino após o encerramento das cerimônias religiosas. Essa prática informal, conhecida como "bambaê de caixa" ou "carimbó de caixa", ocorria logo após a derrubada do mastro, momento em que as percussionistas celebravam descontraidamente o fim dos ritos.
A primeira apresentação oficial do cacuriá aconteceu na capital São Luís, no bairro Vila Ivar Saldanha, em meados dos anos 70. Sendo oficialmente reconhecida pelo Departamento de Turismo do Maranhão em 1975 como manifestação folclórica regional. Até 1986, o único grupo conhecido era o Cacuriá da Vila Ivar Saldanha, liderado por Lauro e Filoca, tornando-se o principal responsável pela preservação da tradição.
Quanto à origem do termo "cacuriá", apesar de não existir explicação oficial, especula-se que tenha vindo de expressões regionais como "cacos de cuia", referente ao uso de pedaços de cuias como instrumentos musicais no interior maranhense. Inicialmente, a dança chegou a ser chamada de "baile de caixas", ressaltando a percussão característica, mas com o tempo o nome "cacuriá" prevaleceu e ganhou destaque no cenário cultural do Maranhão.

### Difusão Inicial e Consolidação do Cacuriá
Após seu reconhecimento oficial em 1975, o cacuriá passou a compor o calendário junino de São Luís e ainda continua compondo. Inicialmente visto como uma novidade, conquistou rapidamente o público com sua musicalidade vibrante e coreografia envolvente, especialmente nos bairros populares da cidade. Ainda na década de 1970, passou a ser presença constante nos festejos de São João, ao lado de expressões mais consolidadas como o bumba-meu-boi e as quadrilhas.
Um aspecto marcante do processo de expansão do cacuriá foi sua capacidade de transitar entre o rural e o urbano. Como se tratava de uma manifestação recente, o aprendizado do cacuriá exigiu uma estruturação rápida. Nos primeiros anos, Seu Lauro e Dona Filoca atuavam como mestres, ensinando os passos e ritmos em ensaios comunitários.
 

Musicalmente, o cacuriá consolidou uma fusão entre os tambores do Divino e o compasso do carimbó amazônico. Segundo os primeiros dançarinos, sua musicalidade é herdeira do “carimbó de caixeira”, preservando o canto responsorial das caixeiras e introduzindo elementos de improviso. Logo surgiram quadras bem-humoradas e versos de duplo sentido, herdando práticas comuns em rodas de coco e tambor de crioula. Aprender o cacuriá envolvia também essa dimensão poética, com rimas criadas ao vivo, como os populares refrões que animavam as rodas iniciais e marcaram o imaginário coletivo:
“Bananeira, ou banana. Ainda ontem eu comi...” 
“Vamos dançar cacuriá, a toada é a mesma, olha lá”
Desde os primeiros anos, o cacuriá chamou a atenção de estudiosos, jornalistas e gestores culturais. Em 1977, já figurava em festivais promovidos pelo governo do estado e era comentado em jornais locais. Apesar das reservas iniciais, a história do cacuriá passou a ser reconhecida como exemplo de uma tradição construída que, ao ser acolhida espontaneamente pela comunidade, tornou-se legítima. Ainda no início dos anos 1980, o cacuriá já era tema de pesquisas acadêmicas, apontando para sua consolidação como patrimônio cultural vivo.

### Expansão do Cacuriá
Na década de 1980, o cacuriá se consolidou em São Luís e ganhou novo impulso com a criação, em 1986, do Cacuriá de Dona Teté. Almerice da Silva Santos, antiga integrante do grupo de Seu Lauro, fundou sua própria formação com apoio do Laborarte, dando à dança um estilo próprio. A estreia do grupo despertou o interesse do público.

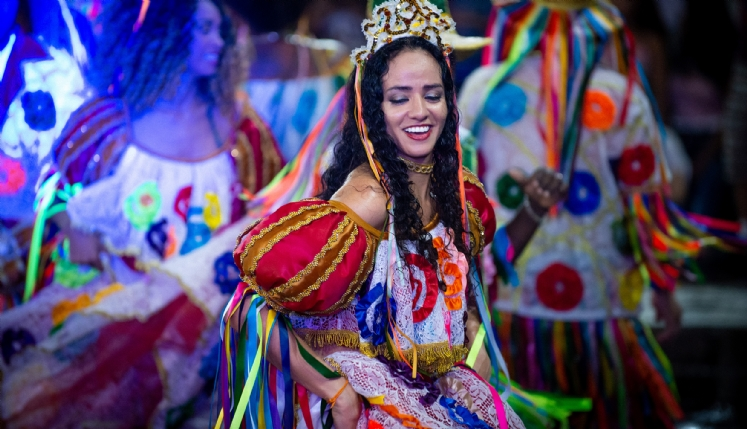
Cacuriá de Dona Teté

Nos anos seguintes, o cacuriá passou a integrar festivais e programas de TV, alcançando projeção nacional. Grupos maranhenses se apresentaram em outros estados, e Dona Teté liderou caravanas culturais que ajudaram a difundir a dança pelo Brasil.

Com a popularização, surgiram variações estilísticas. O grupo de Dona Teté introduziu novos instrumentos e reforçou a expressividade corporal, com forte protagonismo feminino. Suas dançarinas também atuavam como cantoras e percussionistas, o que conferiu ao grupo um caráter de afirmação e resistência cultural.

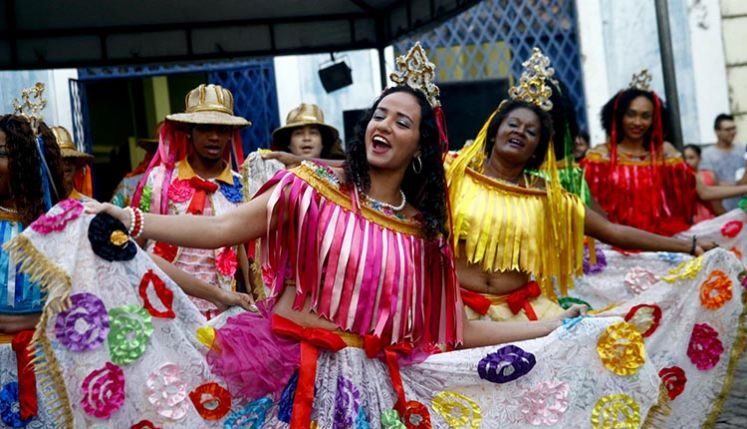
Cacuriá Balaio de Rosas

A tradição se espalhou para o interior do Maranhão e outras regiões do país. Grupos como o Cacuriá Filha Herdeira, em Brasília, mostram como a dança se adaptou a novos contextos mantendo sua essência. Registros audiovisuais, como o CD Serra do Mar e vídeos em plataformas digitais, ampliaram o alcance da manifestação e passaram a servir como referência para novas gerações.
Assim, o cacuriá consolidou-se como uma tradição viva sustentada pela força de sua comunidade. Tendo sido reconhecida oficialmente na Lei 10.894/2018 declarando o Cacuriá Patrimônio Cultural Imaterial do Maranhão e Lei 12.583/2025 criando o Dia Estadual do Cacuriá (27 de junho).